# 保羅·亨利和普羅斯珀·亨利

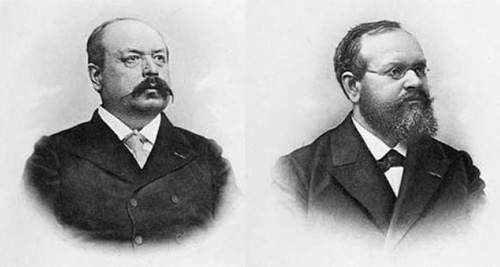
保羅－皮埃爾·亨利（左）及普羅斯珀－馬蒂厄·亨利（右）

保羅－皮埃爾·亨利（法語：Paul-Pierre Henry，1848年8月21日－1905年1月4日）和其弟普羅斯珀－馬蒂厄·亨利（法語：Prosper-Mathieu Henry，1849年12月10日－1903年7月25日）是兩位法國光學設計師和天文學家。

## 經歷
亨利兄弟製造了折射望遠鏡和天文相關儀器以進行觀測，並且是 Carte du Ciel 計畫的發起成員。
兩兄弟總共發現了14顆小行星，而小行星中心資料中兩人名字分別以 "P.P. Henry" 和 "P.M. Henry" 表示。

## 命名事物
- 月球上的亨利兄弟隕石坑（Henry Frères，Frères 是法語的兄弟）
- 火星上的亨利撞擊坑。

## 發現
| 小行星125 | 1872年9月11日 | 普羅斯珀·亨利 |
| 小行星126 | 1872年11月5日 | 保羅·亨利     |
| 小行星127 | 1872年11月5日 | 普羅斯珀·亨利 |
| 小行星141 | 1875年1月13日 | 保羅·亨利     |
| 小行星148 | 1875年8月7日  | 普羅斯珀·亨利 |
| 小行星152 | 1875年11月2日 | 保羅·亨利     |
| 小行星154 | 1875年11月4日 | 普羅斯珀·亨利 |
| 小行星159 | 1876年1月26日 | 保羅·亨利     |
| 小行星162 | 1876年4月21日 | 普羅斯珀·亨利 |
| 小行星164 | 1876年7月12日 | 保羅·亨利     |
| 小行星169 | 1876年9月28日 | 普羅斯珀·亨利 |
| 小行星177 | 1877年11月5日 | 保羅·亨利     |
| 小行星186 | 1878年4月6日  | 普羅斯珀·亨利 |
| 小行星227 | 1882年8月12日 | 保羅·亨利     |

## 訃聞

### 保羅·亨利
- AN 167 (1905) 223/224 （页面存档备份，存于） （德文）
- MNRAS 65 (1905) 349 （页面存档备份，存于）
- Obs 28 (1905) 110 （页面存档备份，存于）
- PASP 17 (1905) 77 （页面存档备份，存于） (one paragaraph)

### 普羅斯珀·亨利
- AN 163 (1903) 381/382 （页面存档备份，存于） （法文）
- MNRAS 64 (1904) 296 （页面存档备份，存于）
- Obs 26 (1903) 396 （页面存档备份，存于） (one paragraph)
- PASP 15 (1903) 230 （页面存档备份，存于）